# 东八块

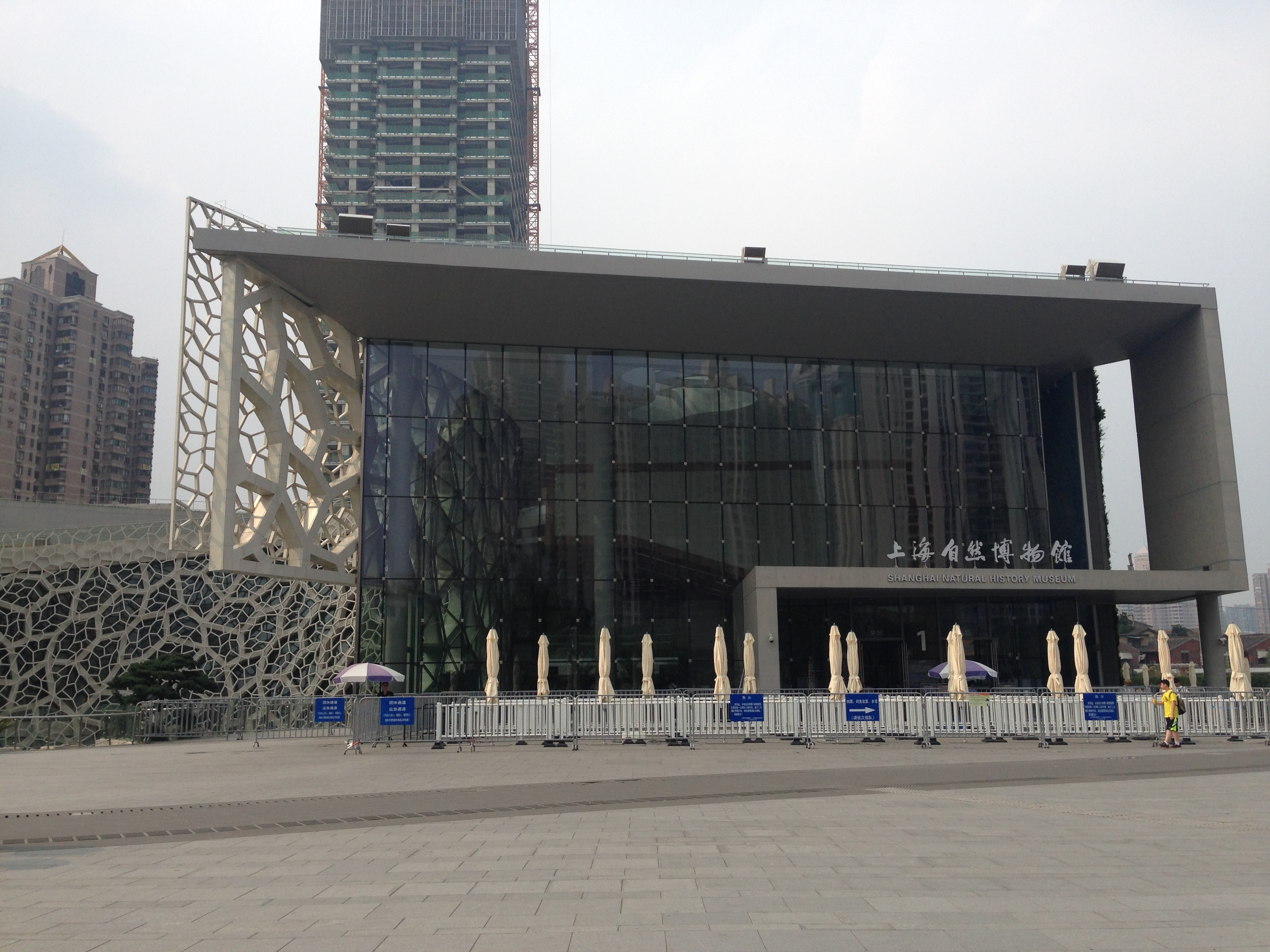
上海自然博物馆位于原东八块地区内，博物馆周围仍被石库门建筑包围

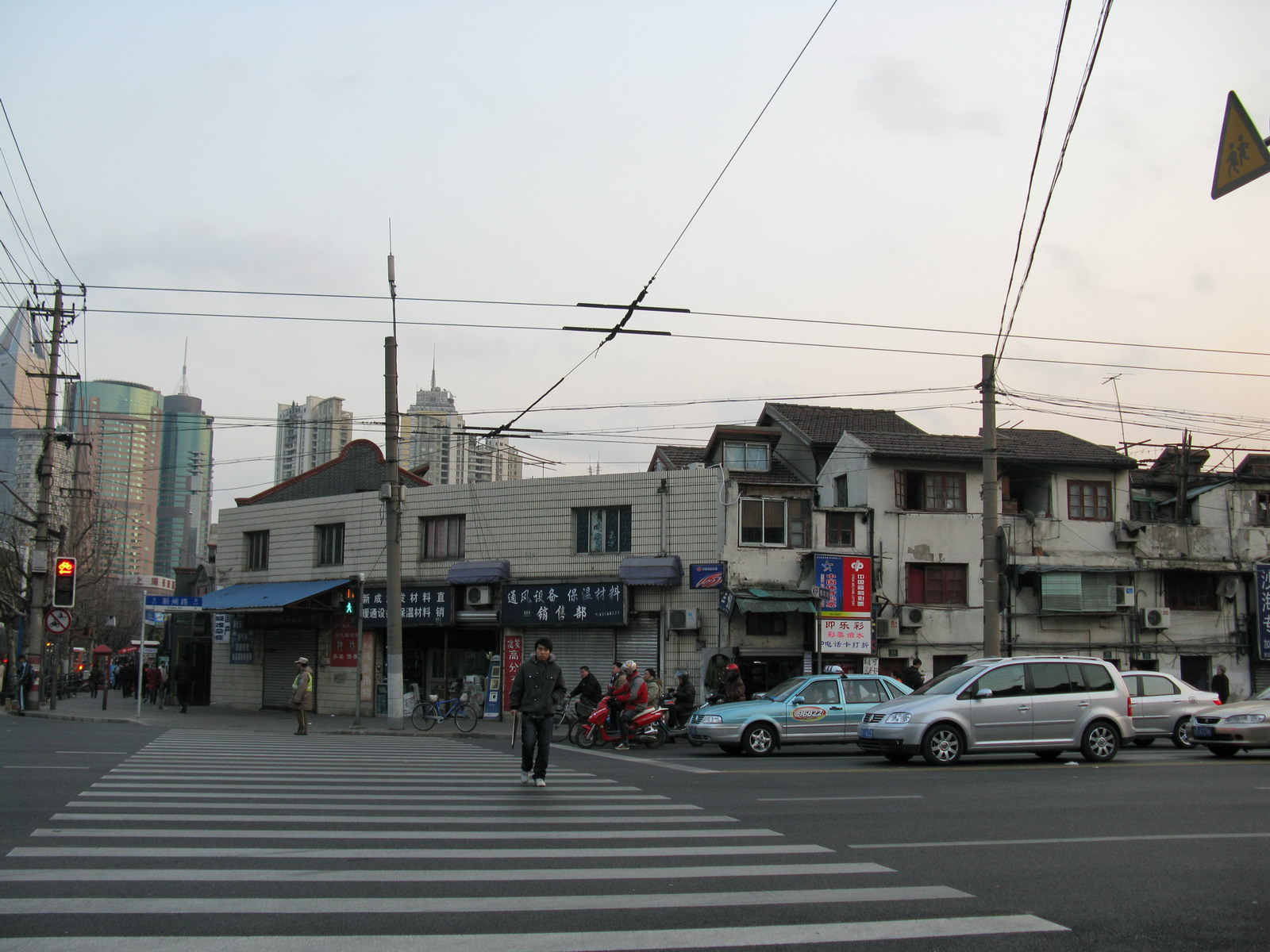
位於东八块地块东北角的新闸路成都北路口

东八块位于上海市静安区中东部（静安区闸北区合并前位于静安区东北部），是8個街道地塊的簡稱。东至成都北路（南北高架）、南至北京西路、西至石门二路、北至新闸路，佔地面积17.64万平方米。2002年5月，市政府将这片土地分割为八块，以免土地出让金的模式，与“上海首富”周正毅签订了八块国有土地的八个出让合同。2003年5月，要求回迁的东八块地区居民聘请律师郑恩宠状告周正毅，不久周正毅被捕。但一个月后郑恩宠也被捕，以“泄漏國家秘密罪”判刑三年。至于东八块地块，政府已经修改规划，准备建成大型公共绿地。
2013年8月3日，美國漢斯有限合夥公司旗下的全資子公司Jade Kite Tail ZE 2013 Limited最終以37.06億元（人民幣，下同）的價格拿下了石門二路街道60號街坊這塊黃金地塊，成為了首位入主「東八塊」的開發商。